# ГЕС Койна ІІІ
ГЕС Койна ІІІ – гідроелектростанція в центральній частині Індії у штаті Махараштра. Знаходячись після ГЕС Койна І, ІІ та ГЕС Койна IV, становить нижній ступінь у гідровузлі, що використовує деривацію ресурсу з річки Койна, правої притоки Крішни (впадає до Бенгальської затоки на східному узбережжі країни).

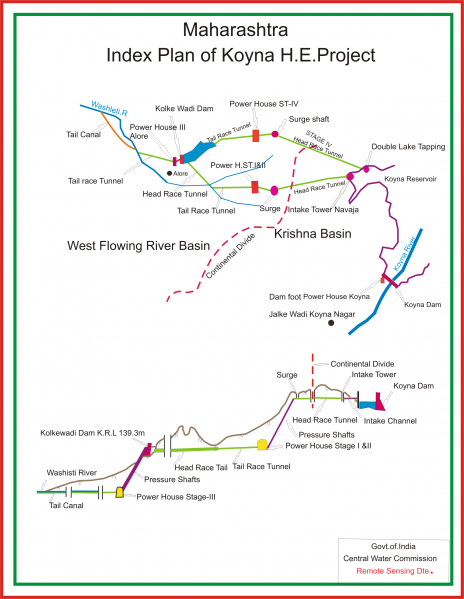
Схема гідровузла Койна. Станція Койна ІІІ остання зліва

Споруджені у 1960-х роках машинні зали Койна І та Койна ІІ спершу скидали відпрацьовану воду до річки Вайтарані, лівої притоки Вашішті, яка впадає в Аравійське море біля Дабхол за 160 км на південь від Мумбаї (таким чином, ресурс з басейну Бенгальської затоки потрапляв на протилежне, західне узбережжя Індії). Проте невдовзі вирішили доповнити гідровузол нижнім ступенем, для чого відвідний тунель перших станцій в районі його виходу до Вайтарані сполучили з новим дериваційним тунелем довжиною 4,5 км та діаметром 7,5 метра, який прямує під правобережним гірським масивом Вайтарані до водосховища греблі Колкеваді. Ця мурована споруда висотою 65 метрів та довжиною 497 метрів потребувала для свого спорудження 576 тис м3 матеріалу та перекрила долину струмка Балаваді-Налла, правої притоки Вайтарані. Вона утримує водосховище з площею поверхні 17 км2 та об’ємом 36 млн м3.
Зі сховища ресурс через чотири водоводи довжиною по 0,2 км та діаметром по 4,1 метра подається до розташованого неподалік греблі підземного машинного залу. Основне обладнання станції становлять чотири гідроагрегати з турбінами типу Френсіс потужністю по 80 МВт, які працюють при напорі у 109,7 метра.
Відпрацьована вода потрапляє у відвідний тунель довжиною 4,5 км та діаметром 10,4 метра, який на своєму шляху проходить під Вайтарані та вже на її лівобережжі переходить у канал довжиною 4,7 км, котрий впадає у Вашішті трохи нижче за устя Вайтарані.